# Парма (Огайо)
Па́рма (англ. Parma) — город в США, округ Кайахога, штат Огайо. Крупнейший пригород Кливленда. Согласно переписи 2000 года, население города составляло 85 655 человек. По данным на 2010 год — 81601 человек.

## История
Первоначально поселение носило название Greenbriar. Затем, по предложению впечатленного итальянской Пармой Дэвида Лонга название сменили на Парма.
7 марта 1826 года состоялось собрание на котором решили строить новый посёлок. 3 апреля 1826 года был создан совет поселения.
В течение долгого времени Парма оставалась сельскохозяйственным посёлком. В 1849 году здесь был построен первый каменный дом, он сохранился и до настоящего времени.
В 1850 году проведённая перепись населения насчитала в посёлке 1329 человек.

### Мэры города
| Фрэнк Д. Джонсон    | 1928—1933  |
| Энтони А. Фледжер   | 1934—1935  |
| Роланд Е. Райчерт   | 1936—1942  |
| Сильвестр Огустин   | 1942—1945  |
| Роланд Е. Райчерт   | 1946—1949  |
| Лоуренс Стэри       | 1950—1951  |
| Стивен А. Зона      | 1952—1957  |
| Джозеф В. Кадар     | 1958—1959  |
| Сильвестр Огустин   | 1960—1961  |
| Джон Бобко          | 1961       |
| Джеймс В. Дей       | 1962—1967  |
| Джон Петрушка       | 1967—1987  |
| Майкл А. Райз       | 1988—1994  |
| Джеральд М. Болдт   | 1994—2003  |
| Дин Де Пьеро        | 2004—2012  |
| Тимоти Дж. Де Гитер | 2012—н. в. |

## Демография
Согласно переписи 2010 года в Парме проживает 81601 человек, имеется 34489 домашних хозяйств. Плотность населения составляет 1573,8 чел./км². Плотность размещения домов составляет 706 ед на км². Расовый состав: 93% белые, 1,9 % азиаты, 2,3 % чернокожие, 0,2 % коренных американцев, 1,1 % гавайцев или выходцев с островов Океании, 1 % другие расы, 1,6 % потомки двух и более рас.
Средний возраст населения города — 41,5 лет. Среди жителей 48,1 % мужчин и 51,9 % женщин.
Средний доход на одно домохозяйство в городе составлял $50198, доход на семью $60696. У мужчин средний доход $31283, а у женщин $22836. Средний доход на душу населения $25064. 10,2 % населения находились ниже порога бедности.

## Известные люди
- Бенджамин Орр (певец), рос в городе
- Эрих Глибе (политик)
- Майкл Тимоти Гуд (астронавт), родился в городе
- Джеймс Артур Ловелл (астронавт)
- Майк Мизанин (рестлер)
- Рэнсом Олдс (конструктор), жил в городе